# ランド・カルリジアン
ランド・カルリジアン（Lando Calrissian）は、アメリカのSF映画『スター・ウォーズ』シリーズに登場するキャラクター。エピソード5、エピソード6、エピソード9ではビリー・ディー・ウィリアムズが演じ、スピンオフ映画ではドナルド・グローヴァーが演じている。初期はカルリシアン表記が多かったが、現在ではカルリジアンに統一されている。
エピソード9でランド・カルリジアンをビリー・ディー・ウィリアムズが演じたことにより、アメリカ映画史上、同一の役を同一の俳優が演じた、最もインターバルの長いケースの1つとなった。

## 人物概要
ミレニアム・ファルコン号の船長ハン・ソロのかつての悪友にして先代の船長。クリムゾン・ドーンという犯罪組織の仕事で惑星ケッセルのスパイス鉱山に潜入するためにソロとその仲間がランドに協力を求めたこと（レジェンズではランドがギャンブルによって手に入れたファルコン号の操縦をソロに教えてもらったこと）が2人の初めての出会いであった。それ以前のランド・カルリジアンの経歴は謎に包まれており、ソッコーロという惑星で生まれ、ギャンブルや詐欺によって生活し、手にした大金によってしゃれた格好をして多くの女性と頻繁に交際していた、20代になってようやくギャンブラー（および詐欺師、本人は実業家と自称している）として安定した収入を得ることができるようになった、という以外はほとんど分かっていない。
ランドは銀河中を駆け巡り数々の冒険をし、大金を手にしては再びそれを手放す、ということを繰り返していた。その後彼はソロをサバックの賭けで一度は打ち負かすが、再戦時に前回と同じイカサマを使おうとしたためにそれを封じられて「イカサマなしの賭け」に敗北。大金とともにファルコン号を手放すこととなる。
その後は雲の惑星ベスピンの中心都市クラウド・シティを持ち主から賭博で巻き上げた。この惑星は、ティバナ・ガスと呼ばれる重要な採掘資源の産地でもあった。彼は、このことに目をつけ、帝国に目をつけられないよう、いかなるギルドにも属すことなく極めて小規模ながら採掘事業を展開した。以後都市の執政官として彼は採鉱業に携わり都市と市民のためにまじめに働き、サイボーグの補佐官、ロボトの力を借りて帝国軍の目を盗んで密貿易で利益を得て、更に反乱同盟軍に物資の横流しをしていた。

## 作中での活躍
エピソード5/帝国の逆襲
帝国の逆襲では、帝国軍の追跡を逃れようとしていたハン・ソロとレイア・オーガナを惑星にかくまうが、実際はボバ・フェットの報告により彼らの到着を予見していたダース・ベイダーらがすでに到着した後であり、ランドは自分の星を帝国から守るためにやむをえずソロを裏切り、その身柄を引き渡すことになる。しかし、のちにベイダーが彼との当初の約束を反古にして、レイア姫とチューバッカまでも帝国に連行しようとしたため、機転を利かせロボトと協力して2人を救出し、帝国に乗っ取られたペスピンから脱出する。その後はジャバ・ザ・ハットの元へ送られたソロを救出するため、チューバッカと共にタトゥイーンに向かった。
エピソード6/ジェダイの帰還
ジェダイの帰還では、傭兵としてジャバの宮殿に潜り込み、情報の収集と救出の機会を伺っていた。同じく救出にやってきたルーク・スカイウォーカーの反撃に呼応して、自らもジャバの手下を撃退した後、救出したソロと共に脱出する。その後、反乱同盟軍の将軍に任じられ、帝国軍の第2デス・スター破壊のための突撃隊長の任を受け持つ。この時、ソロ自身の頼みからミレニアム・ファルコンに搭乗し、帝国軍の猛攻撃をかいくぐりながら、デス・スター中枢部の破壊に成功した。最終決戦後、エンドアの祝賀会にてソロ達と再会を果たす。
ちなみに借り受ける際に「傷ひとつなくソロにファルコン号を返す」と約束していたが、デス・スター突入の際にダクトの壁に衝突してセンサー・ディッシュを破損させてしまった。
なお、第2デス・スターからの脱出が間に合わずに死亡するという案もあり、期限ぎりぎりまで検討されたが最終的にこの案は没になった。
エピソード9/スカイウォーカーの夜明け
銀河帝国崩壊の後ファースト・オーダーに娘が連れ去られた過去を持ち、ルークと共にジェダイ・ハンターオーチがいるパサーナに行き彼を探していたが、未だに手掛かりが掴めないままルークと別れ、自身はパサーナに暮らした。その後、レイ達と出会いジェダイ・ハンターオーチの宇宙船の所在を教え、レイアにレジスタンスの参加に呼びかけに応じて再び将軍に任命される。レイアの死後にレジスタンスの指導者となったポー・ダメロンは準備不足に悩むが、彼を励まし「絆の力」で勝利したと語った。エクセゴルの戦いではミレニアム・ファルコンで別動隊として援軍を呼びかけ、ポー・ダメロン将軍率いるレジスタンスが壊滅寸前の危機に追い込まれた所で人民の艦隊を率いて参戦。これにより形成が逆転し、最終的にファイナル・オーダーに勝利した。そして、解放と歓喜に包まれた中でジャナを見て自分の娘と似ていると語った。

## 声優
ソフト版では若本規夫が担当。その他TV版などでは内海賢二や樋浦勉、田中信夫などが担当し、ゲーム作品『スター・ウォーズ ローグ スコードロン II』『スター・ウォーズ ローグ スコードロン III』では安原義人が担当した。ゲーム作品『スター・ウォーズ ギャラクティック・バトルグラウンド』アニメ作品『ロボット・チキン』では石井康嗣が担当した。アニメ作品『LEGO スター・ウォーズ:ドロイド・テイルズ』では高瀬右光が担当している。ゲーム作品『レゴ スター・ウォーズ/フォースの覚醒』では柏野昌俊が担当した。アニメ作品『スター・ウォーズ 反乱者たち』以降ではソフト版などと同じく若本規夫が担当している。